# Садовый (Абинский район)
Садовый — хутор в Абинском районе Краснодарского края России. Входит в состав Варнавинского сельского поселения.

## География
Расположен в южной части Приазово-Кубанской равнины.
Хутор расположен в 6 км на северо-восток от села Варнавинского.

### Улицы
- ул. Восточная,
- ул. Мира,
- ул. Советская[4].

## История
Официально зарегистрирован 28.10.1958 г., хотя хутор существовал и ранее под названием Ким. 

## Население
| 2002 | 2010 |
| ---- | ---- |
| 102  | ↘55  |